# زهرة العطاس
زَهرةُ العُطاس  أو أرنيكا أو خانِق الفَهْد (الاسم العلمي: Arnica)، جنس نباتات عشبية معمرة من فصيلة النجمية. أكثر أنواعه بري ومنها طبي وبعضها زراعي تزييني. قد يكون اشتقاق اسم جنس «أرنيكا» من "arni" اليونانية، «الحَمَل»، في إشارة إلى الأوراق الناعمة والشعرية للنباتات.
بالإضافة إلى زهرة العطاس الأصليّة، هناك حوالي 30 نوعًا آخر من زهرة العطاس التي تزدهر بشكل جميل في الحدائق، مثل فوليوسا، والتي تعرف أيضا بزهرة العطاس الأمريكيّة، حيث تشكّل زهورًا مضغوطة أكثر قليلًا من زهرة العطاس الحقيقيّة.

## شكلها ومظهرها
زهرة الأرنيكا لها مظهر ممّيز وجذّاب، وهي تتميّز ببعض السمات الخاصّة التي يمكن استخدامها لتمييزها عن غيرها من النباتات. تحتوي نباتات الأرنيكا على جذع منتصب عميق الجذور وعادة ما يكون غير متفرّع. أوراقها الناعمة المتقابلة تحمل باتّجاه قمّة الساق. الأوراق القاعديّة الجلديّة البيضاويّة مرتّبة في وردة.
تظهر زهورا كبيرة صفراء أو برتقاليّة، بعرض 6-8سم مع زهيرات شعاعيّة طويلة بطول 10-15سم والعديد من زهيرات القرص. تحتوي الصفائح (وهي نبتة تحت رأس الزهرة) على شعر طويل منتشر. ترتبط كلّ فصيلة بزهرة شعاعيّة. أنواع زهرة العطاس، ذات الشكل غير المكتمل (دائرة من القنابات مرتّبة تحيط برأس الزهرة) مرتّبة في صفّين، لها فقط صفائح خارجيّة مرتبطة بأزهار الشعاع. للأزهار رائحة عطريّة طفيفة.
تحتوي الفاكهة الشبيهة بالبذور على شعيرات من البرقوق ذات شعيرات بيضاء أو شاحبة. يتمتّع النبات بأكمله برائحة الصنوبر القويّة والمميّزة عندما يتمّ فرك أوراق النباتات الناضجة. وتُعتبر إضافة جميلة ومفيدة للحدائق البريّة والمروج الطبيعيّة، وتُظهر براعة الطبيعة في تصميمها وألوانها الجذابة.

## فوائدها واستخداماتها
يُستخدم نبات زهرة العطاس كنبات طبّيّ منذ القرن الثامن عشر. إنّه يحتوي على مجموعة متنوّعة من المرّكبات الكيميائيّة والعناصر الغذائيّة الهامّة التي قد تكون لها فوائد صحّيّة متعدّدة، ممّا يجعلها شائعة في وصفات الطبّ البديل. المركّب الأكثر فاعليّة في زهرة العطاس هو مركّب الهيلينالين، وهو مركّب مضادّ للالتهاب، ولكنّه عالي السمّيّة، ممّا يجعله غير صالح للاستخدام مباشرة، إلّا بعد تخفيفه ومعالجته بطريقة خاصّة. بالإضافة إلى ذلك، يحتوي نبات زهرة العطاس على مركّبات الفلافونويد وديول ترايتيربين وموادّ أخرى لها خصائص مضادّة للالتهابات عند استخدامها خارجيًّا، ولكن في نفس الوقت يمكن أن تسبّب أيضًا ردود فعل تحسّسيّة.
تحتوي زهرة العطاس على مركّبات طبيعيّة قد تساعد على تخفيف حدّة بعض الأعراض المرافقة لمرض الفصال العظميّ، فوضع مرهم يحتوي على خلاصة زهرة العطاس موضعيًّا على أماكن الألم لدى مرضى الفصال العظميّ قد يساعد على تسكين الألم بشكل قد يعادل تأثير بعض أنواع مسكّنات الألم الدوائيّة، وتحسين القدرة على تحريك المفاصل وتسريع التعافي. كما وأنّها تخفّف التورّم وتسرّع تعافي الكدمات والجروح، تسكّن وتخفّف الآلام بعد العمليّات الجراحيّة، تساعد على محاربة بعض مشكلات الشعر والبشرة، وتحارب بعض الأمراض الجلديّة مثل: حبّ الشباب، الأكزيما والصدفيّة.

## موطنها وانتشارها
زهرة العطاس أو الأرنيكا تُعتبر من النباتات المعمّرة المتواجدة في المناطق الجبليّة من أوروبا وشمال آسيا، يتواجد هذا الجنس المحيطيّ والجبليّ في الغالب في المناطق المعتدلة في غرب أمريكا الشماليّة، مع وجود عدد قليل من الأنواع الأصليّة في مناطق القطب الشماليّ في شمال أوراسيا وأمريكا الشماليّة. تزدهر زهرة الأرنيكا في المروج الجبلية، والمناطق العشبية الرطبة، والأراضي العشبية الصحراوية. توجد في المناطق المعتدلة والمعتدلة الباردة، عادةً في التربة الحمضية.
 تعتبر جبال الألب في أوروبا من بيئات النموّ الرئيسيّة لزهرة الأرنيكا، حيث تتواجد في الارتفاعات العالية. كما تنمو في جبال الكاربات وجبال البلقان والألب الجنوبيّة. أمّا فيما يتعلّق بانتشارها في أمريكا الشماليّة، فإنّ زهرة الأرنيكا تنمو في المناطق الجبلية من ولايات شمال غرب الولايات المتّحدة مثل ولاية مونتانا وواشنطن وأيضًا في كندا. تعتبر المناطق ذات التضاريس الوعرة والجبليّة المحاطة بالمروج العشبيّة الطبيعيّة بيئة مثاليّة لنمو زهرة الأرنيكا. يمكن أن تتفاوت أنواع زهرة الأرنيكا في توزيعها الجغرافيّ وموطنها وفقًا للأنواع المحددة والظروف المحيطة بها.